# Kazimierz Salewicz
Kazimierz Salewicz (ur. 1 kwietnia 1895 w Tyśmienicy, zm. wiosną 1940 w ZSRR) – major piechoty Wojska Polskiego, kawaler Orderu Virtuti Militari, ofiara zbrodni katyńskiej.

## Życiorys
Urodził się w rodzinie Bazylego i Stanisławy ze Swobodów. Absolwent gimnazjum z maturą w Buczaczu. Powołany w marcu 1915 do armii austriackiej. W tym samym roku, po ukończeniu szkoły oficerskiej i mianowaniu na stopień podporucznika, został skierowany na front włoski. Dowodził plutonem a następnie kompanią. W 1916 został ranny. W listopadzie 1918 w niewoli włoskiej. Wstąpił do Armii gen. Hallera, z którą w kwietniu 1919 wrócił do Polski. Jako dowódca kompanii 4 pułku strzelców podhalańskich walczył na wojnie z bolszewikami. W 1920 został zatwierdzony w stopniu porucznika.
W 1921 został zdemobilizowany. W 1922 posiadał przydział w rezerwie do 80 pułku piechoty w Słonimiu, a później do 79 pułku piechoty w tym samym garnizonie. 8 stycznia 1924 został zatwierdzony w stopniu kapitana ze starszeństwem z 1 czerwca 1919 i 1596. lokatą w korpusie oficerów rezerwy piechoty. Ćwiczenia rezerwy odbywał w 54 pułku piechoty. W 1934, jako oficer rezerwy pozostawał w ewidencji Powiatowej Komendy Uzupełnień Kołomyja II. Posiadał przydział w rezerwie do 49 pułku piechoty w Kołomyi. Na stopień majora został mianowany ze starszeństwem z 19 marca 1939 i 51. lokatą w korpusie oficerów rezerwy piechoty.
Pracował jako nauczyciel gimnazjalny w Janowie Lubelskim, jednocześnie studiując na Wydziale Prawno-Politycznym Uniwersytetu Jana Kazimierza we Lwowie. Po studiach od 1926 aplikant sądowy a od 1929 sędzia oraz kierownik w Sądu Grodzkiego w Zabłotowie. Ostatnio sędzia Sądu Okręgowego w Kołomyi.
Aresztowany w Kołomyi 10 kwietnia 1940 przez Sowietów, osadzony od 29 kwietnia w Stanisławowie. 7 czerwca 1940 wywieziony do więzienia w Kijowie. Został zamordowany w 1940 przez NKWD na ziemi ukraińskiej. Figuruje na Ukraińskiej Liście Katyńskiej (lista dyspozycyjna 064/1, poz. 59). Ofiary tej części zbrodni katyńskiej zostały pochowane na otwartym w 2012 Polskim Cmentarzu Wojennym w Kijowie-Bykowni.

## Ordery i odznaczenia
- Krzyż Srebrny Orderu Virtuti Militari nr 2556 – 17 maja 1921[10][11]